# 大村一隆
大村 一隆（おおむら かずたか、1987年11月13日 - ）は、日本の俳優。東京都出身。身長は173cm、血液型はAB型。コンプリート☆キッズ所属。

## 人物
- 資格免許は、テコンドー1段・普通自動車・自動二輪中型
- 趣味はサッカー、古着屋巡り。
- レザージャケットを集めている。
- ブログには頻繁にファッションコーディネートを載せている。

## 出演

### テレビ
- 明日のひかりをつかめ2
- 悪夢ちゃんSP

### 映画
- 喧嘩上等天下高校（2009年公開） - 富士隆役
- ストイックガール 完全版（2009年10月公開） - 花崎大役
- B-ON（2010年2月公開） - 釼持竜矢役
- B-ON 美女木兄弟戦争篇（2010年4月公開） - 釼持竜矢役
- 学忍（2010年9月公開） - 勢多嵐役
- B-ON 不良全滅篇（2010年11月公開） - 釼持竜矢役
- ブラックスクール 裏黒（2011年7月公開） - 監視人役
- ブラックスクール 黒白（2011年7月公開） - 監視人役
- ブラックスクール白光（2011年9月公開）- 監視人役
- デスヤンキー中坊篇（2011年9月公開）
- デスヤンキー 高校生篇（2011年11月3日公開
- デスヤンキー 死闘篇（2011年11月3日公開）
- to-be（2011年12月23日公開）
- G→ON（2012年3月24日公開）
- ワーストギア（2012年4月28日公開）
- ワルガール（2012年6月9日公開）
- 少年ギャング（2012年6月9日公開）
- B→ON「死闘篇」（2012年7月28日公開）-釼持竜矢役
- B→ON「決闘篇」（2012年7月28日公開）-釼持竜矢役
- DOUBLE X（2012年8月26日公開）
- G.F.G 〜ゴールデン・ファンキー・ガール〜（2012年9月29日公開）
- B→ON.R（2012年11月11日公開）-釼持竜矢役
- GANG JUDGE（2012年11月11日公開）
- ヤンキーロード〜10人のヤンキー（2013年2月16日公開）
- ローリングQ（2013年2月16日公開）
- ごくやん〜極道ヤンキーティーチャー（2013年3月30日公開）
- BEN BEN（2013年6月15日公開）
- BEN BEN ZERO~爆裂ヤンキー伝（2013年6月15日公開）
- デッド・ヤンキー・デッド（2013年8月24日公開）
- WELLDONE〜極道兄弟（2013年8月24日公開）
- BOMBER~ヤンキーポリス（2013年10月12日公開）
- 喧嘩請負人（2013年12月14日公開）-吉美永謙信役
- DEMOLITION（2013年12月14日公開）
- 悪少年(ヤンキー)（2014年1月25日公開）
- ギャン×key（2014年3月1日公開）
- クローZ（2014年4月12日公開）
- ごくやん〜突破口篇〜（2014年6月8日公開）
- 少女ギャング（2014年10月5日公開）
- 荒くれKING（2014年11月30日公開）
- シャドー~After the GAKUNIN~（2015年1月17日公開）
- ごくやん〜絆篇〜（2015年3月15日公開）
- ドラゴンヤンキー（2015年3月15日公開）

### CM
- キンカン
- ハンゲーム「FIGHTERS CLUB」

### 舞台
- アナザー・ワールド（2009年6月）

### 歌
- ロード　映画荒くれKING主題歌（2014年11月30日公開）